# دایره سنگی

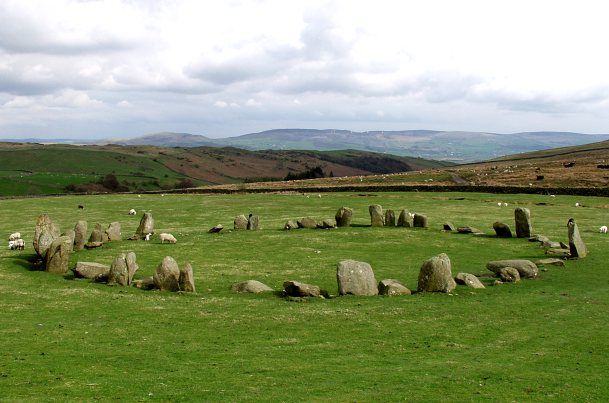
دایره سنگ Swinside، در منطقه لیک، انگلستان، که اوبوری برل آن را، «سالم‌ترین حلقه سنگ» در شمال غربی اروپا نامید.

دایره سنگی (به انگلیسی: Stone circles) یک نوع آثار بر جا مانده از دوره‌های مختلف تاریخی در جزایر بریتانیا است که از بناهای با سنگهای ایستاده‌ای شکیل شده از است که به صورت حلقه ای چیده شده‌اند. این آثار از سال ۳۳۰۰ تا ۹۰۰ قبل از میلاد در انگلیس، ایرلند و اسکاتلند ساخته شده‌اند. تخمین زده شده‌است که در این دوره حدود ۴۰۰۰ مورد از این آثار در قسمت شمال غربی اروپا ساخته شده‌است که حدود ۱۳۰۰ مورد از آنها ثبت و کشف شده و بقیه از بین رفته‌اند شده اند.

حلقه‌های سنگی در طول تاریخ توسط جوامع مختلف و به دلایل مختلف برپا شده‌است، اما در اواخر دوره نوسنگی و اوایل دوره مفرغ، این سنت خاص محدود به انگلیس، ایرلند و اسکاتلند بوده که اکنون به نام بریتانیا شناخته می‌شود. حلقه‌ها به‌طور مساوی در این منطقه توزیع نشده‌اند، اما در چندین منطقه مرتفع متمرکز شده‌اند: شمال شرقی و مرکزی اسکاتلند، منطقه دریاچه، شبه جزیره جنوب غربی انگلستانو شمال و جنوب غربی ایرلند.

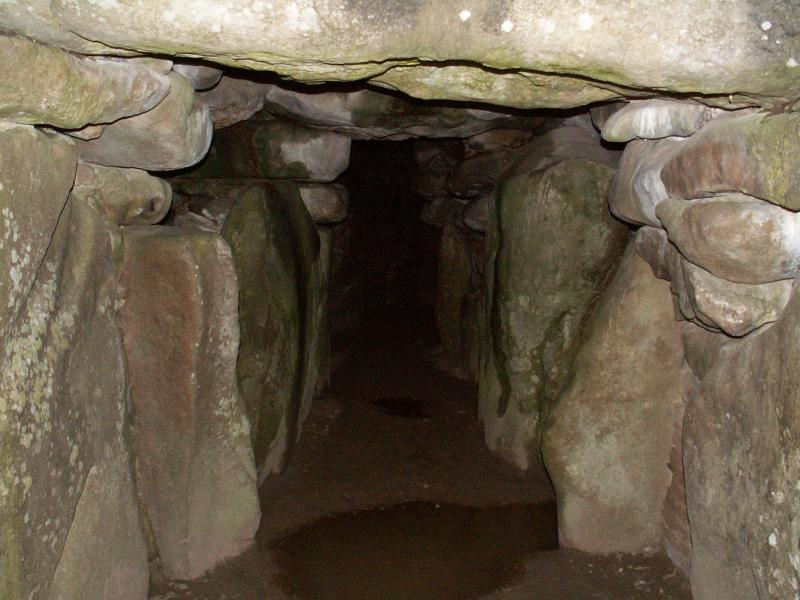
فضای داخلی یک مقره حجره ای در ویلتشایر.

هدف اصلی از ساخت آنها کاملاً مشخص نیست، اما تحقیقات باستان‌شناسی آن را کمی روشن کرده‌است. به‌طور گسترده‌ای تصور می‌شود که آنها برای اهداف تشریفاتی مورد استفاده قرار می‌گرفتند، استفاده از آنان برای ترازهای خورشیدی و / یا ماه؛ و در موارد دیگر، برخی نیز به عنوان گورستان استفاده می‌شدند، و اجساد در داخل و اطراف دایره دفن می‌شدند.
تا قبل از قرن بیستم به دلیل نبود امکانات کافی بررسی این حلقه‌ها کار دشواری بود ولی در قرن بیستم، با پیشرفت باستان‌شناسی، باستان شناسان توانستند حلقه‌ها را با جزئیات بیشتری بررسی کنند. آنها تاریخ آنها را به دوره نوسنگی اواخر و عصر برنز اختصاص داده‌اند. از اواخر قرن بیستم، بسیاری از این بناهای تاریخی توسط پیروان ادیان بت‌پرست معاصر مانند نودودریدیسم، ویکا و جنبش الهه به عنوان «مکانهای مقدس» پذیرفته شدند و آنها از این مکانها به عنوان مکان‌هایی برای انجام آیین‌های جادویی-مذهبی خود استفاده می‌کردند.

## ریشه‌های آن

#### دوران نوسنگی

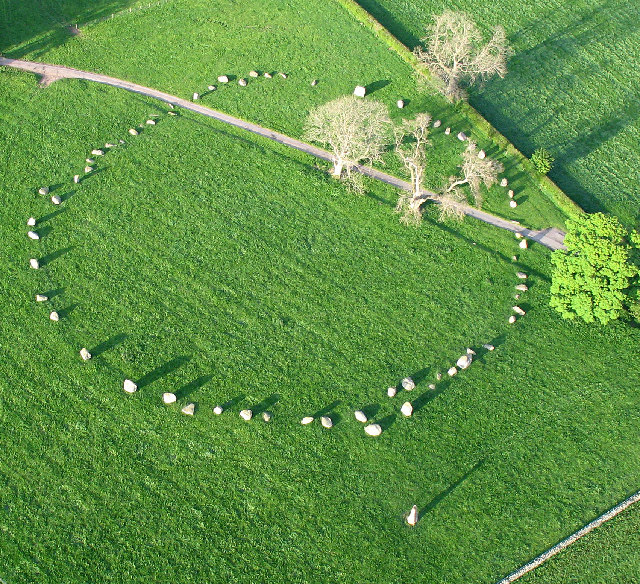
لانگ مگ و دخترانش در کامبریا ،

در دوران نوسنگی، تغییرات فرهنگی گسترده‌ای در شمال غربی اروپا اتفاق افتاد. انسان کشاورز جانشین انسان شکارچی شد که در دوره‌های پیشین پارینه سنگی ("عصر حجر قدیم") می‌زیستند. در دوران نوسنگی اولیه در بریتانیا و جزایر بریتانیا ، سنت قبر ساختن به شکل مقبره‌های یا حجره ای برای مردگان کمرنگ شد. سنت مقبره حجره ای حدود ۴۰۰۰ تا ۳۵۰۰ سال قبل از میلاد ادامه داشت. در بعضی از قسمتهای جزایر انگلیس، تغییرات معماری در سبک آرامگاه حجره ای ایجاد شد، که ممکن است طرح مدور حلقه‌های سنگ از آن وام گرفته باشد.

#### دوران مفرغ یا عصر برنز
شروع عصر برنز در انگلیس با معرفی برنز، آلیاژ مس و قلع، همراه بوده‌است؛ و در این دوران تدوام ساخت حلقه‌ها در بریتانیا در جریان بوده‌است.

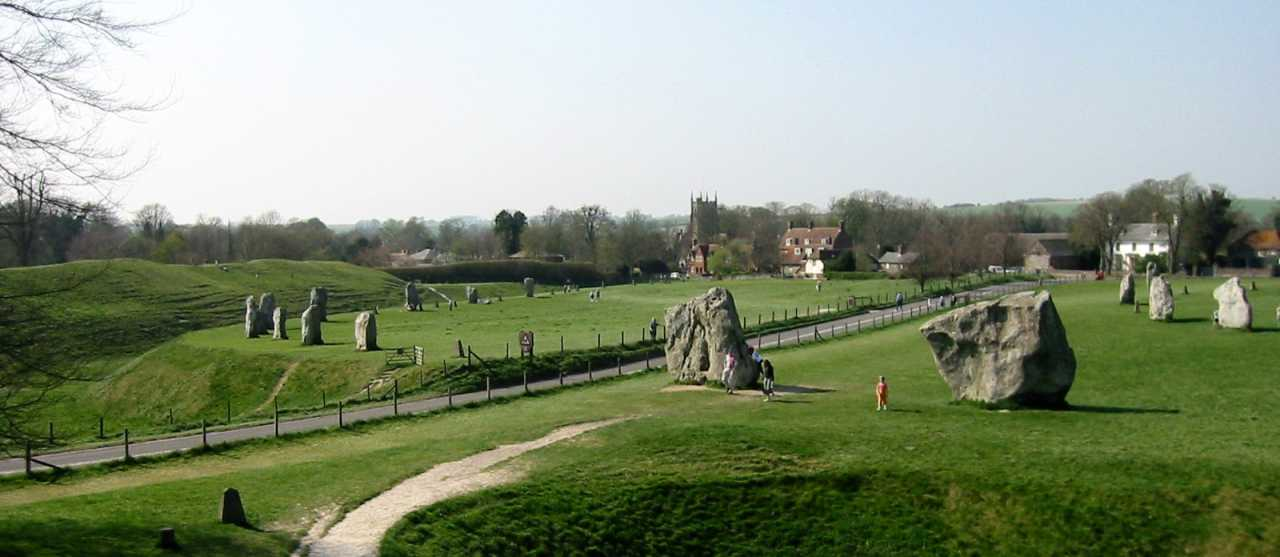
Avebury در ویلتشایر بزرگترین نمونه از یک دایره سنگی در جزایر بریتانیا است.

## هدف از ساخت حلقه‌ها
در مورد این بناهای تاریخی تحلیل و بررسی‌های زیادی صورت گرفته‌است. به نتیجه خاصی نرسیده‌است. چندین قرن است که باستان شناسان و محققین به‌طور گسترده در مورد اهداف اصلی بناهای حلقه سنگ تحقیق و بررسی می‌کنند. در مورد دایره‌های سنگی معمولاً شواهد بسیار کمی از بازدید انسان در دوره مختلف پس از ایجاد آنها وجود دارد. این نشان می‌دهد که دایره‌های سنگی مکانی نبودند که برای آداب و رسوم مذهبی استفاده شوند و باستان شناسان نتوانستند شواهدی از نظر باستان‌شناسی در این باره پیدا کنند.
در برخی از این بناها بقای ماننده اجساد انسان کشف شده‌است. باستان شناسان اظهار داشتند که حلقه‌های سنگی ممکن است قبرستان باشد. باستان شناسان دیگر عقیده داشتند که این سنگ‌ها ممکن است نمایانگر نیاکان و قبرستان نباشند، بلکه نمایانگر موجودات خارق‌العاده دیگری مانند خدایان باشند.

## مناطقی که حلقه‌ها در آن مشاهده شده‌است

##### جنوب غربی انگلیس
۱۳ مورد در دارتموث یافت شده‌است. از جمله آنها دایره سنگی پورلاک و وایتپول را می‌شود نام برد.

##### وسکس
حلقه در وسکس شامل دو حلقه سنگ معروف به نام‌های، Avebury و Stonehenge می‌باشد. تمام حلقه‌های دیگر ویلتشایر به شدت ویران شده و در برخی موارد  کاملاً تخریب شده‌اند.

##### شمال انگلیس
در نواحی شمالی انگلستان ، سنت  ساخت دایره سنگی به ویژه در کامبریا وجود داشته. چندین حلقه بزرگ به نام‌های حلقه سنگ Castlerigg , Swinside و Long Meg and Her Daughters در اینجا ساخته شده‌است.

##### اسکاتلند
دایره سنگی‌ها در سراسر اسکاتلند وجود دارد، که از جنوب تا نمونه‌های معروف تر در شمال و به ویژه در جزایر (جایی که تعداد زیادی از آنها بخشی از میراث جهانی یونسکو هستند). حلقه سنگ‌های Callanish یکی از شناخته شده‌ترین نمونه‌ها است.

## در فرهنگ عامه
از دوره قرون وسطایی و اوایل دوره مدرن، فرهنگ عامیانه زیادی پیرامون موضوع حلقه‌های سنگی شکل گرفت.
در انگلیس، حلقه‌های سنگی به فرهنگ عامیانه متصل شده‌اند. اولین گزارش ثبت شده در کتاب عجایب هفتگانه انگلستان توسط فیلیپ سیدنی است که قبل از ۱۵۸۶ نوشته شده‌است. سیدنی این حلقه‌ها را به استون هنج پیوند داده است.

## جستارها
- دایره سنگی پورلاک
- لیست دایره‌های سنگی
- دایره سنگی بوسکندان
- دایره سنگی بوسکاوین ( اون )